# Prefetto dell'annona

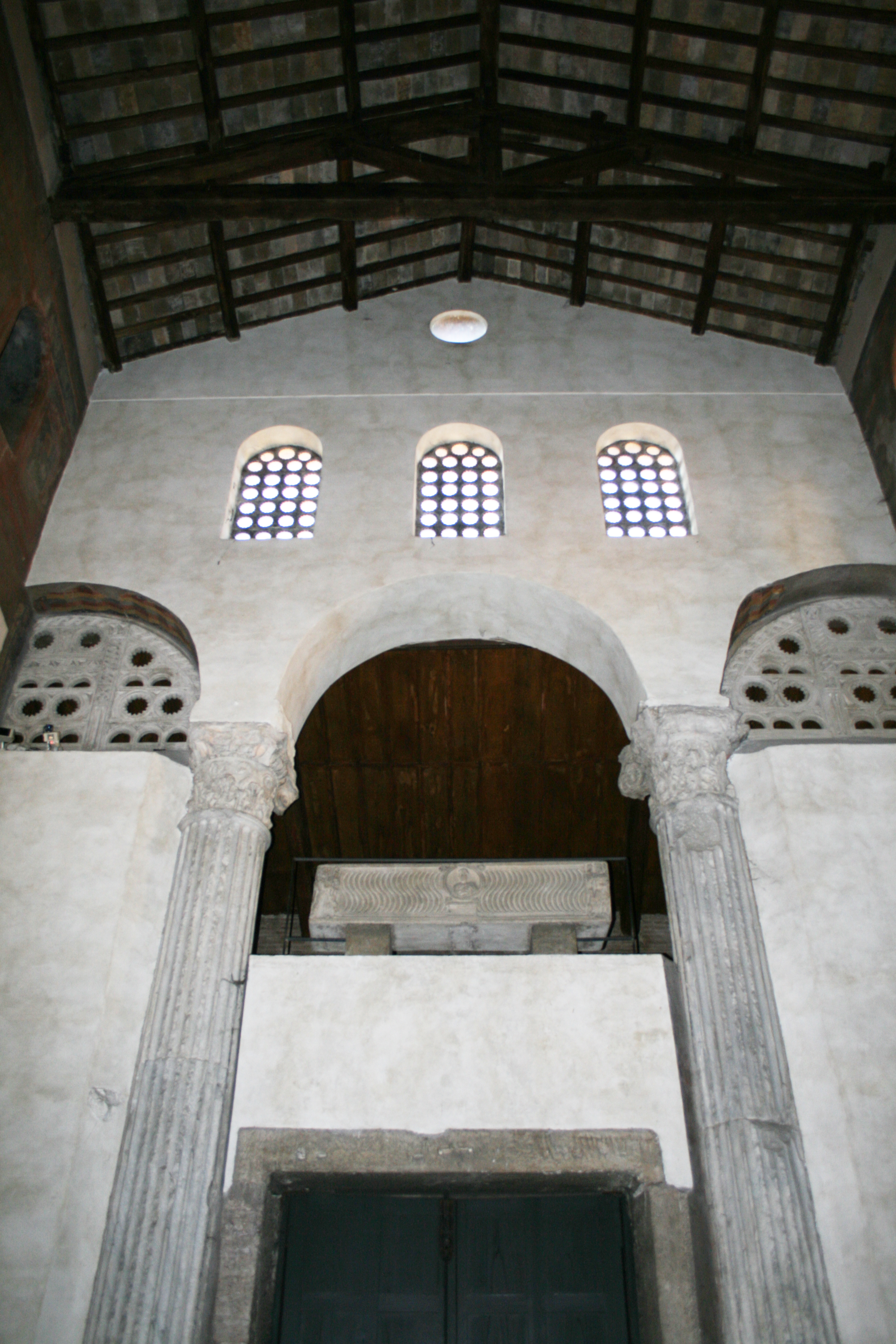
Colonne della statio annonae ora parte della chiesa di Santa Maria in Cosmedin; un'altra statio era collocata alla Crypta Balbi

Il praefectus annonae (prefetto al vettovagliamento) era un funzionario equestre dell'antica Roma preposto alla supervisione dei rifornimenti di grano, istituito intorno al 7 a.C. da Augusto il quale aveva assunto il ruolo di curator annonae dopo la crisi annonaria del 22 a.C. 21 a.C. Insieme al praefectus Urbis e al praefectus vigilum è uno dei funzionari (designati dal princeps o dall'imperatore) di maggiore importanza nel governo della città di Roma.

## Precedenti repubblicani
In età repubblicana il medesimo incarico era esercitato normalmente dagli edili curuli, ma in momenti di particolare scarsità di grano poteva essere eletto un magistrato che si occupasse esclusivamente dei rifornimenti alla città. È il caso del 439 a.C., anno nel quale per la prima volta si ritenne necessario eleggere un delegato all'annona; il raccolto infatti era andato molto male (secondo gli storici per due motivi: o per la pigrizia della plebe, che i patrizi spesso rimproveravano, osteggiata dall'indolenza dei consoli, rimproverata invece dalla plebe, oppure, causa ben più plausibile, perché il popolo aveva passato tanto tempo fra consigli e assemblee che aveva finito per trascurare i campi) e la città era in carestia e sull'orlo di una nuova rivolta, in senso questa volta monarchico, a pochi anni dalla destituzione del decemvirato. Questo spinse i tribuni della plebe a far eleggere dal popolo Lucio Minucio con l'incarico di prefetto dell'annona; la sua opera fu tanto buona da scongiurare la rivoluzione.
Un secondo esempio lo possiamo rinvenire nel I secolo a.C. durante le guerre contro i pirati del Mediterraneo; dopo il saccheggio del porto di Ostia nel 57 a.C. Pompeo, che in quel momento conduceva le suddette guerre, fu incaricato per un anno di supervisionare l'annona.

## Istituzione e competenze
All'incirca nel 7 a.C. Augusto demandò l'incarico di prefetto dell'annona ad un membro del ceto equestre di sua nomina. Il prefetto rimaneva in carica a discrezione dell'imperatore. Il prefetto dell'annona, come il praefectus vigilum, possedeva giurisdizione civile e penale "extra ordinem", seppure sottoposta al controllo del princeps. Dopo la morte di Augusto la carica rimase in funzione fino alla caduta dell'Impero. Oltre a Roma furono dotate col tempo di un delegato all'annona anche l'Africa e Alessandria. A Costantinopoli invece, quando venne introdotto il medesimo ordinamento dell'Urbe, la cura annonae restò appannaggio del praefectus Urbis.

## Lista dei Prefetti dell'annona conosciuti
Sulla base dei ritrovmenti epigrafici di Ostia aggiornati al 2020:
- Gaio Turranio Gracilio (14-48)
- Pompeo Paolino (49-54)
- Lucio Fenio Rufo (55-62)
- Lucio Laberio Massimo (prima dell'84)
- Didio Giuliano (prima del 193)
- Tito Messio Estricato (210)
- Gaio Ottavio Appio Suetrio Sabino (215/216)
- Flavio Domiziano (250/350)
- Manilio Rusticiano (250/350)
- Ostilio Antipatre (268/328)
- Flavio Arabiano (270/275)
- Scribonio (286/312)
- Flavio Ottavio (300/400)
- Aurelio Vittoriano (312-313)
- Gaio Celio Saturnino (dopo il 313)
- Profuturo (318-319)
- Mastichiano (326)
- Nerazio Cereale (328)
- Lucio Crepereio Madaliano (337/341)
- Marco Mecilio, Memmio, Furio Baburio, Ceciliano Placido (prima del 340)
- Lucio Aurelio Aviano Simmaco (340/350)
- Antioco (350/400)
- Publio Attio Clementino (350/400)
- Attio Cecilio Massimiliano (357)
- Flavio Esichio (361/363)
- Massimo (365)
- Giuliano (366)
- Aureliano (367)
- Massimino (368/370)
- Ursicino (371)
- Sempronio Fausto (375/378)
- Proculo Gregorio (377)
- Erculio (383/388)
- Nicezio (385)
- Ragonio Vincenzo Celso (prima del 389)
- Numerio Proietto (393-394)
- Ceciliano (396-397)
- Petronio (400/500)
- Acolio Adidio (400/600)
- Vitalio (403)
- Flavio Alessandro Cresconio (425/450)
- Achille (450/550)
- Sabino (522)